# 体育新闻 (央视)
《体育新闻》是中国中央电视台体育频道（CCTV-5）的一档体育新闻类栏目，通常在每天18:00直播。

## 历史
1985年3月1日，《体育新闻》在CCTV-1开播，每日22:10播出。
1995年，CCTV-5开播，体育新闻开始在CCTV-5以直播方式播出，每天播出四次；CCTV-1保留《体育新闻》节目，作为《晚间新闻报道》的一个子环节播出，仍由央视体育部（后升格为体育中心）制作，直到2005年3月1日《晚间新闻报道》改版为《晚间新闻》为止（其中2003年5月1日至2005年3月1日期间，节目与央视新闻频道并机播出）。
另外，原先每天四节的《体育新闻》，除18:00的《体育新闻》仍保留原名称外，其余各节《体育新闻》分别改名为《体坛快讯》（12:00）、《体育世界》（21:30）和《午夜体育报道》（0:00，先后改名为《体育咖吧》、《体谈》，已停播）。

## 节目安排
《体育新闻》通常每天18:00直播，每期通常60分钟（含广告）。如时间段内有赛事转播或其它安排，节目可能提前或延后播出，甚至可能不播出。节目采取双主播制，但如因赛事安排压缩节目时长，可能不安排主播出镜，只播放新闻片。
节目结束前播出全国主要城市天气预报，结尾播放制作人员名单，同时播出近期赛事集锦画面。

## 主播
- 现任主播：沙桐、袁文栋、王江、郭强、梁毅苗、孙燕、魏晓南、李蕊、刘柏伶
- 前任主播：宁辛、朱虹、马昕、吴为、柴华北、崔征、黄彬原、郭思语、尤宁、杨茗茗、程雨涵